# Aloe macleayi
Aloe macleayi é uma espécie de liliopsida do gênero Aloe, pertencente à família Asphodelaceae.